# هدى زكي
هدى زكي هي ممثلة مصرية، ولدت في مدينة القاهرة. عملت طوال مشوارها الفني في العديد من الأدوار بين السينما والتليفزيون والمسرح، فقدمت للسينما: الأخوة الأصدقاء، 3 قصص، خلي بالك من جيرانك، المتوحشة، وللتلفزيون: ضمير أبلة حكمت، يوميات ونيس، خالف تعرف، وللمسرح: سيدتي الجميلة، إلا خمسة، فندق الثلاث ورقات، على بيه مظهر. ولدت في 1950 وتوفيت في 25 مايو 2014 (64 سنة).

## نشأتها
هي ابنة الممثل زكي إبراهيم. تزوجت من الكاتب الصحفي صلاح الدين حافظ، وأنجبت منه ابنتها الممثلة تحية حافظ، وابنها شريف.

## وصلات خارجية
- هدى زكي على موقع الدهليز
- هدى زكي على موقع قاعدة بيانات الأفلام العربية